# William Lewis (Fußballtrainer)
William Lewis war ein englischer Fußballschiedsrichter, Trainer und -funktionär.
Lewis wirkte Anfang des 20. Jahrhunderts in vielerlei Funktion im englischen Vereinsfußball mit. Anfangs war er Schiedsrichter; zwischen August 1900 und Mai 1903 war er Manager des FC Brentford. Bei Gründung des FC Chelsea wurde er dessen erster Generalsekretär; seine Beziehungen halfen bei der Aufnahme des Clubs in die Football League. Ende 1906 übernahm er kurzzeitig zusätzlich das Amt des Trainers bei Chelsea; in dieser Funktion führte er die Mannschaft 1907 zum Aufstieg in die First Division.
| Personendaten    | Personendaten             |
| ---------------- | ------------------------- |
| NAME             | Lewis, William            |
| KURZBESCHREIBUNG | englischer Fußballtrainer |
| GEBURTSDATUM     | 19. Jahrhundert           |
| STERBEDATUM      | 20. Jahrhundert           |